# Bany d'or

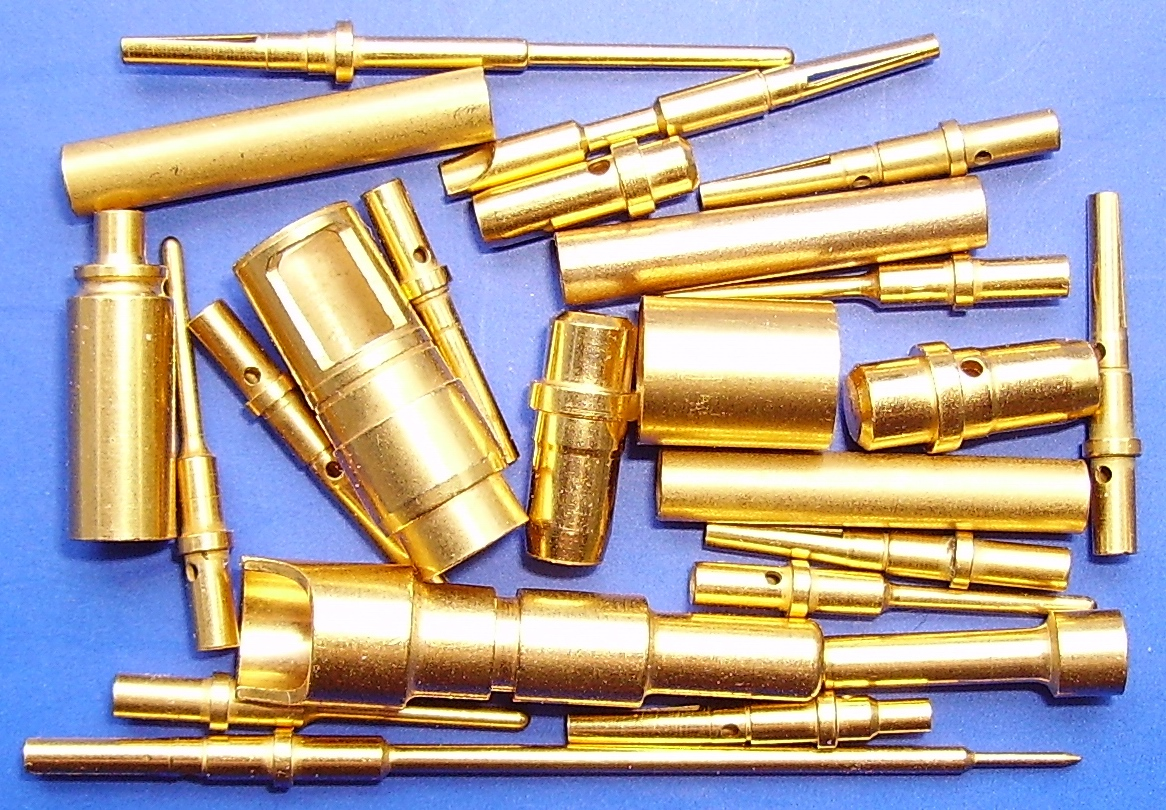
Connectors electrònics amb bany d'or

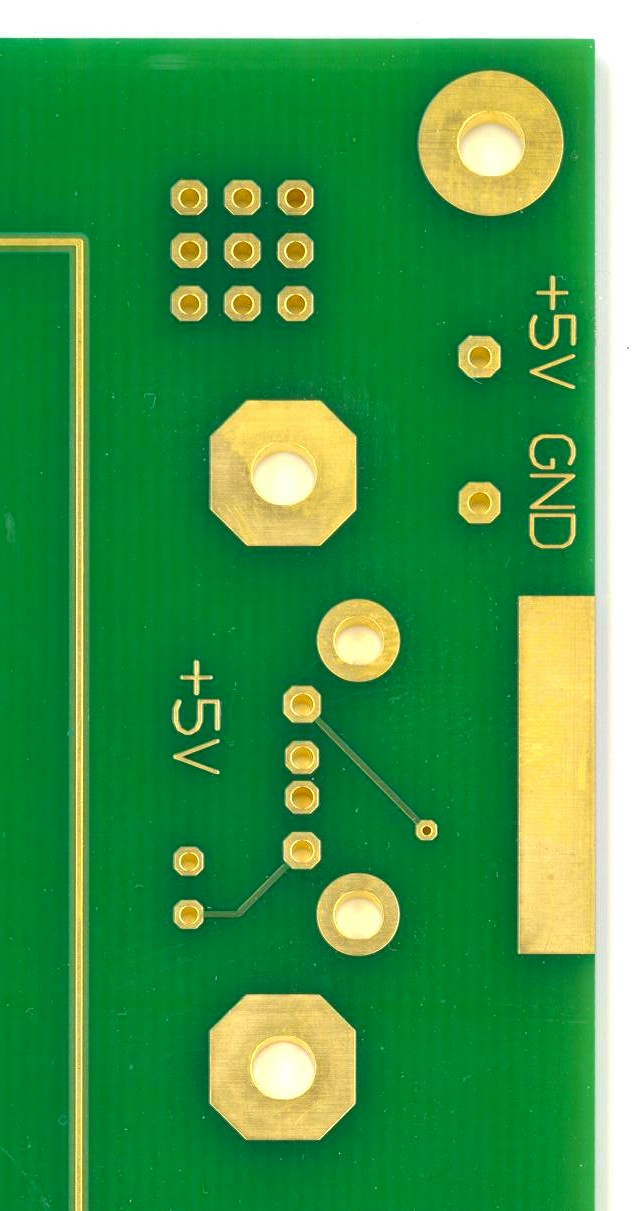
Bany d'or dipositat sobre el coure PCB

Les tècniques de bany d'or són diferents mètodes emprats per dipositar una capa prima d'or sobre la superfície d'un altre metall, el més sovint de coure o plata (plata daurada), mitjançant processos químics o electroquímics.
Aquestes tècniques inclouen els mètodes utilitzats principalment en la moderna indústria de l'electrònica. Els sistemes tradicionals, sovint utilitzats per a objectes molt més grans, feien servir altres mètodes clàssics de daurat.

## Deposició química
La deposició química d'or (o recobriment electrolític) es duu a terme mitjançant una reacció d'intercanvi, amb l'ajuda d'algun catalitzador. Es pot dur a terme en diferents tipus de solucions:
- alcalina
- Neutra
- Feblement àcida
- Amb Sulfats
- Amb Ferrocianurs

## Or alemany
En joieria hi ha el "galvanitzat d'or" conegut com a "or alemany" o també "or fals" (de fet l'original era alumini galvanitzat) i té una llarga història, que data d'abans del començament del segle passat, sent un tipus d'acabat utilitzat àmpliament a Europa.

## Nota
1. ↑  Celia Martínez Cabetas; Lourdes Rico Martínez. Diccionario Técnico Akal de Conservación Y Restauración de Bienes Culturales.  Ediciones AKAL, 3 setembre 2003, p. 151–. ISBN 978-84-460-1227-6 [Consulta: 25 abril 2012].